# 荣布镇
荣布镇，是中华人民共和国西藏自治区那曲市索县下辖的一个乡镇级行政单位。

## 行政区划
荣布镇下辖以下地区：
结隆塘村、玉雄村、恰达卡村、酷玉村、岗嘎村、岗达村、同日达村、翁达卡村、帕荣达村、那峨长村、普松普村、吉若塘村、拉朵塘村、斯东卡村、括罗达村、秋嘎村、强巴村、帕达村、拉色村、央卓村、阔尔塔达村、贡米村和瓦多改村。